# Kalchinia
Kalchinia (altgriechisch Καλχινία Kalchinía) ist eine Person der griechischen Mythologie.
Kalchinia war die Tochter und das einzige Kind des sikyonischen Königs Leukippos. Von Poseidon bekam sie den Sohn Peratos, der von seinem Großvater Leukippos erzogen wurde. Nach dem Tod des Leukippos wurde Peratos als einziger männlicher Nachkomme die Herrschaft über Sikyon übertragen.